# Arrondissement Montbrison
Montbrison is een arrondissement van het Franse departement Loire in de regio Auvergne-Rhône-Alpes. De onderprefectuur is Montbrison.

## Kantons
Het arrondissement is samengesteld uit de volgende kantons:
- Kanton Boën
- Kanton Chazelles-sur-Lyon
- Kanton Feurs
- Kanton Montbrison
- Kanton Noirétable
- Kanton Saint-Bonnet-le-Château
- Kanton Saint-Galmier
- Kanton Saint-Georges-en-Couzan
- Kanton Saint-Jean-Soleymieux
- Kanton Saint-Just-Saint-Rambert